# Bang Bang Bang
《Bang Bang Bang》（韓語：뱅뱅뱅）是由南韓男子團體BIGBANG演唱的一首歌曲。該曲於2015年6月1日作為單曲專輯《A》的一部分，由YG娛樂發行，並作為該團體第三張韓語正規專輯《Made》的八首主打歌之一。專輯《Made》則於一年多後的2016年12月13日正式發行。歌曲由成員G-Dragon與長期合作夥伴泰迪·朴共同創作，成員T.O.P.則負責部分饒舌詞的創作。
《Bang Bang Bang》獲得了音樂評論家的普遍好評，他們讚揚了歌曲充滿活力的音樂風格以及團體的表現。這首歌在商業上取得了巨大成功，成為2015年韓國表現最佳的單曲。此外，歌曲登上了告示牌World Digital Song Sales榜首，並進入法國唱片出版業公會單曲榜。日語版本的歌曲在Billboard Japan Hot 100上名列第二，並在日本錄音工業協會（RIAJ）的數位下載與串流中獲得金唱片認證。
《Bang Bang Bang》的成功使其贏得了韓國及國際上的多項大獎，包括在2015年MAMA大獎年度歌曲，這也使BIGBANG成為第二個兩次獲得該獎項的藝術家。此外，歌曲還榮獲2015年Melon音樂大獎的「年度歌曲」獎、2016年首爾音樂大獎的「最佳歌曲」獎，並在Gallup Korea的調查中被評為2015年最受歡迎的歌曲。在國際上，歌曲在2016年及2017年的日本金唱片大獎中被評為「亞洲年度下載歌曲」，並在RTHK國際流行音樂投票大獎中獲得「十大國際金曲」的殊榮。

## 背景與宣傳
2015年5月27日，YG娛樂釋出了名為《Bang Bang Bang》的第一張宣傳海報，時任YG娛樂執行長梁鉉錫形容這首歌為「你從未聽過的最強音樂」。歌曲於6月1日午夜正式發行。在發行之前，BigBang的成員透過Naver的直播應用程式「V」進行即時互動，向粉絲介紹新曲並回答問題。歌曲的首次現場表演於Mnet音樂節目《M Countdown》中登場，同時也表演了另一首單曲《We Like 2 Party》。此外，團體還參加了音樂談話節目《柳喜烈的寫生簿》並演唱了這首歌。
這首歌後來被翻譯成日語版本，收錄於專輯《Made Series》（2016年）中。日語版本也推出了一支新剪輯的音樂錄影帶，雖然畫面大致與韓語版本相同，但長度有所縮短。BigBang在日本多個電視節目中表演了日語版本，包括《Music Station》、《Momm!!》以及《Space Shower TV》等。

## 作曲與編曲
《Bang Bang Bang》的主歌採用了充滿90年代風格的舞曲節奏，被形容為類似Diplo與Disclosure的風格，同時融合了一種「類似Migos的節奏流派」與「高能量節奏」的聲音。歌曲的副歌部分則突然轉變為「陷阱音樂」（Trap-heavy breakdown），並在高潮時以成員的高喊「Let the bass drum go」推向另一個高潮。整首歌曲的結尾再次以破格的編排方式進行收尾。
歌曲中貫穿著迴盪的電子合成器聲，搭配強烈的節奏與厚實的銅管聲音，營造出一種充滿混亂的熱血氛圍。歌曲的副歌特別突出，主題句「Like you've been shot, bang bang bang」被認為是一個極具記憶點的片段，展現了BigBang獨特的風格，既表達了動感十足的意象，也向團體本身致敬。

## 專業評價
《Bang Bang Bang》 被廣泛認為是BIGBANG的一首無法忽視的經典作品。根據《Billboard》排行榜的評價，這首歌在其「最佳BIGBANG歌曲」排行榜中名列第十。他們形容這首單曲「令人難以忽視」，即使第一次聆聽時「節奏的突然轉換可能讓人感到突兀」，但隨著更多次的體會，那「斷斷續續的節奏」、「混亂的環境」以及「瘋狂的能量」反而讓歌曲更具吸引力。
《芝加哥太陽報》 將這首歌納入「BIGBANG十大最佳歌曲」的未排名列表中，稱讚這首「適合夜店播放的單曲」將BIGBANG一貫的自信風格推向了新高度。
《The Muse》 認為這首歌「巧妙地擊中了所有音符，包括那充滿氛圍的陷阱音樂分解節奏」，並將它描述為「字面上的燃爆之作」。
Fuse 雜誌將《Bang Bang Bang》與BIGBANG的2012年單曲《Fantastic Baby》進行比較，認為兩者都屬於「持續狂歡的派對歌曲」。
KKBox 則高度讚揚這首歌曲的能量感，並將其稱為「BIGBANG的經典代表作之一」。
Vice传媒有限公司旗下Thump表示，這首「多元曲風的神作」無論在哪種語言或哪個國家都能掀起熱潮，被選為當年夏季最佳歌曲之一。

## 商業表現
《Bang Bang Bang》在2015年的 Gaon 榜單上創下了團體單曲的最高首週銷量紀錄，首週下載量達到 339,856 次。這首歌在 Gaon 數位排行榜上取得了冠軍位置。截至6月底，《Bang Bang Bang》登上月度數位榜榜首，總計下載量達到681,111 次，並擁有2647.2 萬次串流播放量。
在2015年的Gaon年度排行榜中，《Bang Bang Bang》被評為年度最佳表現歌曲，全年下載量達到 1,581,284 次。到 2018年9月，Gaon 公布該曲在南韓的累計下載量已超過 250萬次。
在美國，《Bang Bang Bang》與《We Like 2 Party》同時占據了BillboardWorld Digital Song Sales的前兩名，這是 BigBang 繼《M》後第二次達成此成就。這也使他們追平了PSY的紀錄，成為唯一兩次在該榜單同時占據前兩名的 K-pop 藝人。Billboard 將《Bang Bang Bang》評為 2015年夏季在世界數位歌曲榜上的最大 K-pop 歌曲。在該榜單的年度排行中，《Bang Bang Bang》位居第五，是當年美國銷量第三高的 K-pop 歌曲，僅次於 Psy 的《江南Style》和 2NE1 的《I Am the Best》。
在歐洲，該曲在法國 SNEP 單曲榜上排名第 194 名，在英國獨立單曲榜上排名第 44 名，並在芬蘭官方下載榜上排名第 30 名。
在日本，《Bang Bang Bang》的日文版本在Billboard Japan Hot 100上排名第二，並在2016年和 2017年的年度榜單中分別排名第28和第95名。該曲於2016年5月和2022年10月獲得日本唱片協會 (RIAJ) 的兩次金認證，分別因下載量超過 100,000 次及串流播放量超過500萬次。
此外，根據 KKBox 的統計，《Bang Bang Bang》在2015年成為台灣最受歡迎的韓語單曲之一，並在 2017年的 KKBox 日本版本排行榜中位列年度十大熱門歌曲的首位。

## 獎項與榮譽
《Bang Bang Bang》獲得了多項重量級獎項，包括MAMA大獎和甜瓜音樂獎的「年度歌曲獎」。此外，這首歌在 2016年香港電台國際流行音樂大獎 (RTHK International Pop Poll Awards) 中被評為「十大國際金曲」之一，並在 2016年及 2017年日本金唱片大獎中兩度榮獲「年度下載歌曲獎」。同時，《Bang Bang Bang》還在韓國 Melon 音樂榜單 上連續四周獲得「週人氣獎」。
| 機構                               | 年分 | 獎項                 | 結果 | Ref.   |
| ---------------------------------- | ---- | -------------------- | ---- | ------ |
| Gaon Chart Music Awards            | 2016 | 6月最佳歌曲獎        | 獲獎 | [ 29 ] |
| 日本金唱片大獎                     | 2016 | 亞洲年度下載歌曲獎   | 獲獎 | [ 30 ] |
| 日本金唱片大獎                     | 2017 | 亞洲年度下載歌曲獎   | 獲獎 | [ 31 ] |
| 甜瓜音樂獎                         | 2015 | 年度歌曲獎           | 獲獎 | [ 32 ] |
| 甜瓜音樂獎                         | 2015 | 網友人氣獎           | 獲獎 | [ 32 ] |
| MAMA大獎                           | 2015 | 年度歌曲獎           | 獲獎 | [ 33 ] |
| MAMA大獎                           | 2015 | 最佳舞蹈表演獎       | 提名 | [ 33 ] |
| MTV Iggy                           | 2015 | 國際夏季歌曲獎       | 獲獎 | [ 34 ] |
| QQ音乐巅峰盛典                     | 2016 | 年度最佳音樂錄影帶獎 | 獲獎 | [ 35 ] |
| RTHK International Pop Poll Awards | 2016 | 十大國際金曲獎       | 獲獎 | [ 36 ] |
| 首爾歌謠大賞                       | 2016 | 最佳歌曲獎           | 獲獎 | [ 37 ] |

| Program     | Date    | Ref.   |
| ----------- | ------- | ------ |
| M Countdown | 6月11日 | [ 38 ] |
| M Countdown | 6月25日 | [ 39 ] |
| 人气歌谣    | 6月14日 | [ 40 ] |
| 人气歌谣    | 6月28日 | [ 41 ] |

## 音樂錄影帶
《Bang Bang Bang》的音樂錄影帶由徐賢勝（Seo Hyun-seung）執導，編舞則由著名編舞家Parris Goebel設計，她也在影片中客串登場。這支MV獲得了評論界的一致好評。Fuse的Jeff Benjamin形容這是「一場誇張的視覺盛宴，成員們以各種狂野的造型、髮型和服裝，在霓虹燈環繞的世界中展現魅力。」而《滾石》的Eric Ducker則指出，「在這一年中，幾乎沒有任何作品能超越《Bang Bang Bang》那種由BigBang這些類型傳奇人物帶來的爆炸性宏大場面。」
《Billboard》特別強調成員們「突破界限」的高級時尚，而《Stereogum》則讚譽這部影片為「瘋狂史詩般的傑作」，並對其「充滿美感的瘋狂混亂」大加讚賞，包括亮片、粉紅頭髮、液壓低底盤車、火焰噴射器、改裝摩托車、手榴彈發射器、鉚釘皮衣、中性模特被牽引的畫面、防空砲、牛仔帽、白金汉宫衛兵帽，以及如戰車般駕駛的軍用車輛等各種元素。
《Stereogum》將這部音樂錄影帶列為2015年「50大最佳音樂錄影帶」中的第14名，並且是唯一入選的非英語作品。而《Miami New Times》則表示，這部「充滿張力的」MV完美展現了韓流（Hallyu）的魅力，包括瘋狂的服裝設計、充滿動態的舞蹈，以及媲美甚至超越西方市場的製作水準。
該MV成為2015年觀看次數最多的K-pop團體音樂錄影帶，同時也是當時觀看次數第二多的K-pop團體影片，僅次於BigBang的另一首經典之作《Fantastic Baby》。2016年1月19日，這支影片在YouTube上的觀看次數突破1億，成為K-pop男團第二支達成此成就的MV。2017年1月11日，它進一步突破2億觀看次數。

### 爭議
《Bang Bang Bang》的音樂錄影帶曾因文化挪用問題引發爭議，主要是因為影片中勝利戴了一頂美洲原住民的战冠。這種頭飾在美洲原住民文化中，只有經過部族最高榮譽授予的人才有資格佩戴，因此被認為是對他們文化的冒犯。
針對此事，《The Muse》指出，這是「K-pop 再次出現文化挪用的例子」，並表示 K-pop 常將「西方文化的各種種族刻板印象」進行消費化和誇大化，這種現象看似削弱了刻板印象的中心化，但同時也可能進一步模糊其文化意涵。

## 翻唱
| 日期           | 團體                | 場合                              | 備註                         |
| -------------- | ------------------- | --------------------------------- | ---------------------------- |
| 2016年1月      | IKON                | IKoncert 2016：Showtime Tour      |                              |
| 2016年12月     | A.C.E               | 首爾弘大的街頭公演                | [ 49 ]                       |
| 2018年9月      | Wanna One           | 《Music Bank World Tour》柏林場次 | [ 50 ]                       |
| 2018年11月     | Dreamcatcher        | 濟州韓流節                        | [ 51 ]                       |
| 2019年1月      | Stray Kids          | 第33屆金唱片大獎                  | [ 52 ]                       |
| 2021年12月17日 | TOMORROW X TOGETHER | KBS歌謠大祝祭 -「K-pop 傳奇」組曲 | 由成員然竣、太顯、休寧凱演出 |
| 2021年12月17日 | ENHYPEN             | KBS歌謠大祝祭 -「K-pop 傳奇」組曲 | 由成員NI-KI、HEESEUNG演出    |
| 2022年4月      | Treasure            | Trace 演唱會                      | [ 54 ]                       |

## 影響與傳承
《Bang Bang Bang》在 2015 年的盖洛普韩国年度民調中，被全國年齡介於13~59歲的韓國人選為「年度歌曲」。
到了2016年1月朝鮮核試驗，這首歌曲更被南韓政府選為對北韓邊境進行擴音器宣傳的播放曲目，作為對此事件的直接回應。《Bang Bang Bang》的強烈節奏與氣勢被視為傳遞南韓立場的有力工具。同年，這首歌還被首爾的大學生們唱響，用於2016年大韩民国反朴槿惠示威。
2023 年，《滾石》將這首歌曲列為 韓流音樂史上 100 首最偉大歌曲的第 66 名，並指出這首歌自推出以來就立即產生深遠影響。評論特別提到，七年後，新生代團體仍持續翻唱這首經典歌曲，並形容它是「一劑瞬間提升情緒的良方」。

## 榜單
| Chart (2015–2016)                  | Peak position |
| ---------------------------------- | ------------- |
| Finland Download (Latauslista)     | 30            |
| France (SNEP)                      | 194           |
| Japan (Japan Hot 100)              | 2             |
| South Korea (Gaon)                 | 1             |
| UK Independent Singles (OCC)       | 44            |
| US World Digital Songs (Billboard) | 1             |

| Chart (2015)                       | Position |
| ---------------------------------- | -------- |
| South Korea (Gaon)                 | 1        |
| US World Digital Songs (Billboard) | 5        |

| Chart (2016)                       | Position |
| ---------------------------------- | -------- |
| Japan (Japan Hot 100)              | 28       |
| US World Digital Songs (Billboard) | 16       |

| Chart (2017)          | Position |
| --------------------- | -------- |
| Japan (Japan Hot 100) | 95       |

## 認證
| 地區                                | 认证 | 认证单位/销量 |
| ----------------------------------- | ---- | ------------- |
| 日本（日本唱片協會） Japanese ver.  | 金   | 100,000*      |
| South Korea (Gaon)                  | —    | 2,500,000     |
| United States (Billboard)           | —    | 11,000        |
| Streaming                           |      |               |
| 日本（日本唱片協會） Japanese ver.  | 金   | 50,000,000†   |
| *僅含認證的實際銷量 †僅含認證的銷量 |      |               |

## 發行歷史
| 地區 | 日期          | 語言 | 格式         | 唱片公司 | Ref.   |
| ---- | ------------- | ---- | ------------ | -------- | ------ |
| 南韓 | 2015年6月1日  | 韓文 | 數位音樂下載 | YG娛樂   |        |
| 全國 | 2015年6月1日  | 韓文 | 數位音樂下載 | YG娛樂   | [ 65 ] |
| 日本 | 2015年6月17日 | 韓文 | 數位音樂下載 | YGEX     | [ 66 ] |
| 日本 | 2016年2月3日  | 日語 | 數位音樂下載 | YGEX     |        |